# Jenny Nimmo
Jenny Nimmo (sinh ngày 15 tháng 1 năm 1944) là một nhà văn người Anh chuyên viết sách truyện thiếu nhi. Bà được biết đến nhiều nhất qua 2 loạt tiểu thuyết giả tưởng Bộ ba nhà ảo thuật (The Magician Trilogy) và Những đứa con của Vua Đỏ (Children of the Red King).
Nhiều tác phẩm của bà đã vinh dự được bình chọn cho các giải thưởng sách hay cho thiếu nhi. Ví dụ, tác phẩm Nhện tuyết (The Snow Spider) giành Giải thưởng Sách Nestlé Smarties hàng năm lần thứ hai và Giải thưởng Tir na n-Og năm 1987. Năm 1993, tác phẩm Chuột đá (Stone Mouse) được đề cử Huân chương Carnegie.

## Tiểu sử
Jenny Nimmo sinh ở Windsor, Anh. Bà là con một trong gia đình. Cha bà qua đời khi bà lên 5 tuổi.
Từ nhỏ, bà đã rất ham đọc sách - chính niềm đam mê này đã thúc đẩy bà viết những câu chuyện của riêng mình để chia sẻ với bạn bè.
Sau một thời gian làm việc tại nhà hát, Nimmo chuyển sang công tác tại đài BBC, phụ trách chuyển thể truyện của các nhà văn khác lên truyền hình. Tác phẩm đầu tiên của bà, Người thổi kèn đồng (The Bronze Trumpeter), khởi đầu từ một kịch bản truyền hình, và được Angus & Robertson xuất bản vào tháng 01/1975.
Cùng năm đó, Nimmo kết hôn với nghệ sĩ kiêm họa sĩ minh họa David Wynn Millward. Cặp đôi có hai con gái và một con trai từ năm 1975 đến 1980. Bà hiện sống ở Wales, làm công việc viết lách và giúp chồng phụ trách một ngôi trường nghệ thuật vào mùa hè.
Millward là nhà văn hoặc họa sĩ minh họa của một số sách đã xuất bản. Ông đã 4 lần hợp tác với Nimmo (1994–2000, được đánh dấu ‡ bên dưới). Nimmo và con gái nhỏ Gwen Millward đã cùng hợp tác trong một cuốn sách ảnh do Jenny viết và được minh họa bởi Gwen, The Beasties (Egmont UK, 2010).

## Sự nghiệp viết lách

### Charlie Bone
Charlie Bone (Những đứa con của Vua Đỏ) là tác phẩm nổi tiếng nhất của bà, xoay quanh những cuộc phiêu lưu của cậu bé Charlie Bone cùng các bạn tại Học viện Pháp thuật Bloor. Đến năm 2006, tác phẩm đã được xuất bản thành 9 thứ tiếng.

## Chuyển thể
Tác phẩm Nhện tuyết và các phần tiếp theo đã được nhà biên kịch Julia Jones chuyển thể thành 3 miniseries truyền hình, phát sóng từ năm 1989 đến 1991. Trong phim, Osian Roberts đóng vai Gwyn Griffiths, Siân Phillips đóng vai bà nội Nain Griffiths, Robert Blythe và Sharon Morgan vai cha mẹ của anh , và Gareth Thomas vai ông Llewellyn.